# Curse of the Undead
Curse of the Undead (Blestemul strigoilor) este un film american Western de groază din 1959. Este regizat de Edward Dein; cu Eric Fleming, Michael Pate și Kathleen Crowley în rolurile principale.

## Distribuție
- Eric Fleming - Preacher Dan
- Michael Pate - Drake Robey
- Kathleen Crowley - Dolores Carter
- John Hoyt - Dr Carter
- Bruce Gordon - Buffer
- Edward Binns - Șerif
- Jimmy Murphy - Tim Carter
- Helen Kleeb - Dora
- Jay Adler - Barman
- Eddie Parker - Acolit (ca Edwin Parker)
- John Truax - Acolit
- Frankie Van - Acolit
- Rush Williams - Acolit